# Club sportif Le Thillot
Le Club sportif Le Thillot est un club de football lorrain fondé en 1907 et basé à Le Thillot dans le département des Vosges. Il est actuellement présidé par Raphaël Magnien.
En 2012-2013, l'équipe première évolue en Division 1 de la Ligue de Lorraine de football, groupe B.
En 2013-2014, l'équipe première évolue en Division 2 et l'équipe B évolue en Division 4 de la Ligue lorraine de football, district des Vosges.

## Histoire
Le club est fondé en 1907. Il joue alors en championnat USFSA.
En 1919, le club s'affilie à la FFF et à la LLF. Il évolue alors en championnat des Vosges puis de Lorraine, réalisant de bons résultats.
Après la deuxième guerre mondiale, le club remporte sa poule de PH et monte en DH. Deuxième en 1948, il monte en CFA, où il reste 7 saisons, remportant la poule Est en 1949-1950.
En 1948-1949, le club atteint les trente-deuxièmes de finale de la Coupe de France et est éliminé par les SR Colmar.
Relégué en 1955-1956, le club repart en PH. Depuis cette date, il évolue dans les petites divisions de la LLF.

## Joueurs et personnalités du club

### Présidents
- -2019:  Dominique Aïello
- 2019-:  Burhan Albayrak[4]

### Entraîneurs
- 1946-1948:  Étienne Mattler
- 1948-? :  Aimé Nuic[5]

### Joueurs emblématiques
- Jean-Claude Berthommier[6]
- Christian Bottollier
- Ali Boumnijel[6]
- Alberto Corazza
- Jean Lachèvre[7]
- Jacques Meyer
- Edmond Plewa
- François Remetter[6]